# Frisland (Nederlandene)
 For alternative betydninger, se Frisland (flertydig). (Se også artikler, som begynder med Frisland)
Friesland (vestfrisisk: Fryslân) er en nederlandsk provins, beliggende i den nordlige del af Nederlandene.
Provinsen grænser op til Flevoland og Overijssel mod syd, IJsselmeer mod vest, Vadehavet mod nord, og Groningen og Drenthe mod øst. Friesland har et samlet areal på 5.749 km2, hvoraf 2.407 km2 udgøres af vand. Provinsen har godt 647.268 indbyggere (2018).
Frieslands provinshovedstad og største by hedder Leeuwarden (vestfrisisk: Ljouwert), hvor den lokale provinsadministration holder til. Kongens kommissær (nederlandsk: Commisaris van de Koning; vestfrisisk: Kommissaris fan de Kening) i Friesland er Arno Brok. Kristendemokratisk Appel (CDA) er med 9 sæder det største parti i provinsrådet. Arbejderpartiet (PvdA) er det næststørste parti, mens Folkepartiet for Frihed og Demokrati (VVD) og Socialistpartiet (SP) med 5 sæder hver konkurrerer om at være rådets tredje største parti.
Friesland er en del af den historiske region Frisland, der betegner det område i Nordvesteuropa, som bebos af folk, der taler frisisk. Frieslands to officielle sprog er nederlandsk og vestfrisisk. 467.000 har frisisk som modersmål (2001), og frisisk er det officielle forvaltningssprog i provinsen. Frisiske byer har to navne: Det oprindelige frisiske og en nederlandsk version.

## Navn
I 1996 bekendtgjorde Frieslands' provinsråd, at provinsens officielle navn skulle være det vestfrisiske Fryslân, og ikke det nederlandske Friesland. I 2004 stadfæstede den nederlandske regering den beslutning. Regeringen iværksatte herefter et treårigt navneskifteprogram.
Ved siden af provinsen Friesland findes der to andre traditionelle frisiske områder, nemlig Nordfrisland syd for den dansk-tyske grænse og Østfrisland i Nedersaksen. Det nederlandske Friesland kaldes også Westerlauwers Friesland, da åen Lauwers er grænsen mellem Frisland og Groningen. Betegnelsen "Vestfrisland" bør undgås, idet West-Friesland er navnet på en egn i provinsen Noord-Holland, der var en del af Friesland indtil middelalderen.

## Geografi
Friesland ligger i den nordlige del af Nederlandene. Den grænser op til Vadehavet i nord, IJsselmeer i vest og provinsen Overijssel i syd. I øst grænser Friesland op til provinserne Groningen og Drenthe.
Friesland er Nederlandenes største provins. Den har et samlet areal på 5.749 km2, hvoraf 2.407 km2 udgøres af vand. Eksklusive vand er Friesland Nederlandenes tredje største provins.
Friesland udgøres primært af et fastland, men omfatter også øgruppen De Vestfrisiske Øer, der bl.a. består af Vlieland (vestfrisisk: Flylân), Terschelling (vestfrisisk: Skylge), Ameland (vestfrisisk: It Amelân) og Schiermonnikoog (vestfrisisk: Skiermûntseach). Der er adgang til alle øerne via færgeoverfart. Provinsens højeste punkt på 45 m.o.h. ligger på Vlieland.
Friesland er hjemsted for fire nationalparker: Schiermonnikoog, De Alde Feanen, Lauwersmeer (vestfrisisk: Lauwersmar) og Drents-Friese Wold (vestfrisisk: It Drintsk-Fryske Wâld).

### Underinddelinger
Friesland er opdelt i tre COROP-områder: Nordfriesland, Sydøstfriesland og Sydvestfriesland. COROP-enhederne bruges af staten i forbindelse med statistik og analyse.
Friesland består af 18 kommuner. Leeuwarden er provinsens folkerigeste kommune, mens Súdwest-Fryslân arealmæssigt er den største kommune i hele Nederlandene. Schiermonnikoog har det laveste indbyggertal, mens Harlingen har det mindste areal.
| Kommune                                                  | Indbyggere | Areal      | COROP-område     |
| -------------------------------------------------------- | ---------- | ---------- | ---------------- |
| Achtkarspelen                                            | 27.916     | 102,40 km2 | Nordfriesland    |
| Ameland/It Amelân                                        | 3.638      | 58,83 km2  | Nordfriesland    |
| Dantumadeel/Dantumadiel                                  | 18.896     | 85,41 km2  | Nordfriesland    |
| De Friese Meren/De Fryske Marren                         | 51.590     | 361,83 km2 | Sydvestfriesland |
| Dongeradeel/Dongeradiel                                  | 23.880     | 167,21 km2 | Nordfriesland    |
| Ferwerderadeel/Ferwerderadiel                            | 8.681      | 97,71 km2  | Nordfriesland    |
| Harlingen/Harns                                          | 15.848     | 25,03 km2  | Nordfriesland    |
| Heerenveen/It Hearrenfean                                | 50.229     | 180,86 km2 | Sydøstfriesland  |
| Kollumerland en Nieuwkruisland/Kollumerlân en Nijkrúslân | 12.853     | 109,75 km2 | Nordfriesland    |
| Leeuwarden/Ljouwert                                      | 108.768    | 151,70 km2 | Nordfriesland    |
| Ooststellingwerf/Eaststellingwerf                        | 25.473     | 224,16 km2 | Sydøstfriesland  |
| Opsterland/Opsterlân                                     | 29.727     | 224,63 km2 | Sydøstfriesland  |
| Schiermonnikoog/Skiermûntseach                           | 946        | 43,99 km2  | Nordfriesland    |
| Smallingerland/Smellingerlân                             | 55.848     | 118,24 km2 | Sydøstfriesland  |
| Súdwest-Fryslân                                          | 84.028     | 459,64 km2 | Sydvestfriesland |
| Terschelling/Skylge                                      | 4.837      | 86,16 km2  | Nordfriesland    |
| Tietjerksteradeel/Tytsjerksteradiel                      | 31.888     | 149,44 km2 | Nordfriesland    |
| Vlieland/Flylân                                          | 1.112      | 36,13 km2  | Nordfriesland    |
| Waadhoeke                                                | 46.137     | 305 km2    | Nordfriesland    |
| Weststellingwerf                                         | 25.701     | 221,19 km2 | Sydøstfriesland  |

## Demografi
Friesland har et indbyggertal på 647.268 (2018) og en befolkningstæthed på 193 pr. km2. Det er Nederlandenes femte mindste provins målt på antal indbyggere. Friesland har desuden Nederlandenes anden laveste befolkningstæthed. Kun Zeeland, Flevoland, Drenthe og Groningen har færre indbyggere. Leeuwarden er provinsens folkerigeste kommune.
| År   | Indbyggere |
| ---- | ---------- |
| 1714 | 129.243    |
| 1748 | 135.195    |
| 1796 | 161.513    |
| 1811 | 175.366    |
| 1830 | 204.909    |
| 1840 | 227.859    |
| 1850 | 243.191    |
| 1860 | 269.701    |
| 1870 | 300.863    |
| 1880 | 329.877    |
| 1890 | 335.558    |
| 1900 | 340.263    |

| År   | Indbyggere |
| ---- | ---------- |
| 1910 | 363.625    |
| 1920 | 385.362    |
| 1930 | 402.051    |
| 1940 | 424.462    |
| 1950 | 465.267    |
| 1960 | 478.206    |
| 1970 | 521.820    |
| 1982 | 592.314    |
| 1990 | 599.151    |
| 1999 | 621.222    |
| 2010 | 646.305    |

Årene 1880-1900 var præget af en aftagende befolkningstilvækst. En stor fødevarer- og landbrugskrise medførte således, at omkring 20.000 frisere emigrerede til USA.
Ifølge befolkningsprognoser vil Friesland i 2025 have omtrent 657.000 indbyggere. Derefter forventes en nedgang i befolkningstallet.

## Politik
Provinsrådet i Friesland (nederlandsk: Provinciale Staten; vestfrisisk: Provinsjale Steaten) består af 43 medlemmer med kongens kommissær i spidsen. Den nuværende kommissær er Arno Brok fra Folkepartiet for Frihed og Demokrati (VVD). Han afløste Joan Leemhuis-Stout (2016-2017) fra samme parti 1. marts 2017. Frieslands provinsråd vælges af Frieslands indbyggere, mens kommissæren udpeges af kongen og den nederlandske regering. CDA er med 9 sæder det største parti i provinsrådet. Den daglige ledelse varetages af en lille styrelse (nederlandsk: Gedeputeerde Staten; vestfrisisk: Deputearre Steaten), hvis medlemmer (nederlandsk: gedeputeerden; vestfrisisk: deputearren) kan sammenlignes med ministrene i en regering. Styrelsen ledes af kommissæren.

## Medier
De regionale dagblade Friesch Dagblad og Leeuwarder Courant bliver udgivet på nederlandsk. De holder begge til i Leeuwarden. Omrop Fryslân er en vestfrisisksproget radio- og tv-kanal, der ligeledes har hovedsæde i Leeuwarden.